# Essostruthella nevermanni
Essostruthella nevermanni là một loài bọ cánh cứng trong họ Cerambycidae.